# 全球500佳环境奖
全球500佳环境奖（Global 500 Roll of Honour for Environmental Achievement），又称世界环保500佳或联合国环境保护奖，是由联合国环境规划署于1987年设立的，旨在表彰对环境保护做出杰出贡献的组织和个人的奖项。该奖在每年世界环境日颁发。截止2003年，共有683个组织和个人获奖。从2004年起，联合国环境规划署设立新奖项——“地球卫士奖”代替该奖项。
截止2002年，共有25个来自中国大陆的组织和个人获奖：
- 张占林[6]（北京大兴区留民营生态农场，1987）
- 三北防护林建设局[7]（1987）、中国环境报（1987）
- 中国科学院兰州沙漠研究所（1988）
- 李双良（太原钢铁公司，1988）
- 浙江萧山市山一村（1988）
- 四川成都市动物园（1989）
- 广东潮州市环境教育领导小组（1989）
- 新疆和田县（1989）
- 江苏姜堰市沈高镇河横村（1990）
- 安徽阜阳市颍上县小张庄（1991）
- 张家顺（安徽省潁上县小张庄村长，1992）
- 浙江鄞县上李家村（1992）
- 辽宁盘锦市大洼县西安生态养殖场（1992）
- 浙江奉化市滕头村（1993）
- 宁夏中卫市中卫固沙林场（1994）
- 湖北武汉市大兴路小学红领巾环境观测站（1995）
- 江苏徐州矿务局中学生环境小记者团（1996）
- 浙江绍兴县夏履镇（1997）
- 马永顺（黑龙江伊春市铁力林业局退休伐木工人，1998）
- 湖南长沙市望月村第二小学红领巾“我爱家园”环保活动小组（1998）
- 中华全国妇女联合会（1999）
- 辽宁大连市（2001）
- 内蒙古自治区赤峰市敖汉旗（2002）
- 广东深圳市（2002）

来自香港的获奖组织和个人有：
- Brian Morton（香港大学海洋生态学退休教授，1990）
- Nancy Lee Nash（1993）、香港太古公司（1997）
- 香港地球之友總幹事吳方笑薇[8]（2000）。